# Liwā' Qaşabat al Mafraq
Liwā' Qaşabat al Mafraq (arabiska: لواء قصبة المفرق) är ett departement i Jordanien.   Det ligger i guvernementet Mafraq, i den norra delen av landet, 40 km norr om huvudstaden Amman.